# Acilius canaliculatus
Acilius canaliculatus es una especie de coleópteros adéfagos de agua dulce  perteneciente a la familia Dytiscidae. Se encuentran en Eurasia.

## sinonimia
- Acilius caliginosus Curtis, 1825
- Acilius dispar Lacordaire, 1835
- Acilius kotulae Ulanowski, 1884
- Acilius laevisulcatus Motschulsky, 1845
- Acilius subimpressus Motschulsky, 1845
- Acilius sulcatoaffinis (Hummel, 1822)
- Acilius sulcipennis (C.R. Sahlberg, 1824)
- Acilius xantischius Gozis, 1911